# Aleksandra Derra
Aleksandra Maria Derra (ur. 13 maja 1974) – polska filozofka, filolożka, tłumaczka, wykładowczyni Uniwersytetu Mikołaja Kopernika w Toruniu.

## Życiorys
Ukończyła wiejską szkołę podstawową w Głodowie na Kaszubach oraz profil matematyczno-fizyczny w Liceum Ogólnokształcącym w Kościerzynie. Na Uniwersytecie Mikołaja Kopernika uzyskała magisterium z filologii polskiej (1998: Problemy recepcji „Dziennika” Witolda Gombrowicza. Próba monografii) oraz z filozofii (1999: Teoria znaczenia w kontekście sporu między realizmem a antyrealizmem semantycznym. Analiza poglądów Michaela Dummetta). W 2005 doktoryzowała się tamże na podstawie pracy Wittgensetinowska kategoria użycia we współczesnych teoriach znaczenia (promotorka: Urszula Żegleń). W 2014 uzyskała także na UMK habilitację w dziedzinie nauk humanistycznych na podstawie opracowania Kobiety (w) nauce. Problem płci we współczesnej filozofii nauki i w praktyce badawczej.
Od 1999 zawodowo związana z Instytutem Filozofii UMK w Toruniu. Współtwórczyni podyplomowych studiów z zakresu gender na Wydziale Humanistycznym UMK (obecnym Wydziale Filozofii i Nauk Społecznych UMK). Zajmuje się współczesną filozofią nauki, problem płci w naukowych i w instytucjach naukowych, studiami nad nauką i technologią, krytyczną analizą neuronauk, ucieleśnieniem w naukach kognitywnych, współczesnymi teoriami feministycznymi. Odbyła staże w Kings College w Londynie (2003) oraz w Uniwersytecie Oksfordzkim (2000). Jako profesor wizytująca prowadziła badania w Centre for Gender and Women’s Studies w Trinity College w Dublinie (2013–2017); wcześniej także na Katholieke Universiteit Leuven (2005–2006) oraz Universiteit Utrecht (2011).
1 listopada 2020 została powołana na stanowisko pełnomocniczki ds. równego traktowania przez Rektora UMK.
Od 8 marca 2023 jest członkinią Toruńskiej Rady Kobiet powołanej przez Prezydenta Miasta Torunia.

## Publikacje książkowe
- Filozofia, nauka, feminizm. Wybór tekstów. Toruń: Wydawnictwo Uniwersytetu Mikołaja Kopernika 2022.
- Polish Science and Technology Studies in the New Millennium, redakcja naukowa Krzysztof Abriszewski, Aleksandra Derra, Andrzej W. Nowak, Seria: Studies on Culture, Technology and Education, tom 8, 2022, Berlin, Peter Lang Publishing Group.
- Niewidzia(l)ne. Kobiety i historia Uniwersytetu Mikołaja Kopernika w Toruniu, red. Aleksandra Derra, Anna M. Kola, Wojciech Piasek, Toruń: Wydawnictwo Naukowe Uniwersytetu Mikołaja Kopernika 2020, seria: Scientia-Universitas-Memoria III.
- Horyzonty konstruktywizmu. Inspiracje, perspektywy, przyszłość, red. naukowa Ewa Bińczyk, Aleksandra Derra, Janusz Grygieńć. Toruń: Wydawnictwo Naukowe UMK, 2015, ISBN 978-83-231-3537-1.
- Studia nad nauką oraz technologią. Wybór tekstów, red. naukowa Ewa Bińczyk, Aleksandra Derra. Toruń: Wydawnictwo Naukowe UMK, 2014, ISBN 978-83-231-3348-3.
- Kobiety (w) nauce. Problem płci we współczesnej filozofii nauki i w praktyce badawczej, Warszawa: Wydawnictwo Naukowe Scholar, 2013, ISBN 978-83-7383-669-3.
- Odsłonić tajemnicę znaczenia. Eseje z filozofii języka, Toruń: Wydawnictwo Naukowe Uniwersytetu Mikołaja Kopernika, 2011, ISBN 978-83-231-2651-5.

Tłumaczenia książkowe
- Jestem listotą: Donna J. Haraway w rozmowie z Thyrzą Nichols Goodeve, seria Humanistyka Środowiskowa, Poznań: WWBPiAK, 2023, ISBN 978-83-67433-10-5.
- Cordelia Fine, Urojenia płciowe. Jak dzięki naszym umysłom społeczeństwu i neuroseksizmowi powstają różnice między kobietami a mężczyznami, Toruń: Wydawnictwo Naukowe UMK, 2018, ISBN 978-83-231-4129-7.
- Bruno Latour, Splatając na nowo to, co społeczne: wprowadzenie do teorii aktora-sieci, Kraków: Towarzystwo Autorów i Wydawców Prac Naukowych Universitas, 2010, ISBN 978-83-242-0986-6.
- Rosi Braidotti, Podmioty nomadyczne: ucieleśnienie i różnica seksualna w feminizmie współczesnym, Warszawa: Wydawnictwa Akademickie i Profesjonalne, 2009, ISBN 978-83-60807-39-2.